# جان الکان
جان الکان (به انگلیسی: John Elkann) (زاده ۱ آوریل ۱۹۷۶) صنعتگر و کارآفرین اهل ایتالیا است. او از سمت پدرش، آلن الکان، نوه سرمایه دار فرانسوی و رئیس سابق انجمن مرکزی اسرائیلیان فرانسه، ژان-پل الکان و از طریق مادرش، مارگریتا آنیلی، نوه سرمایه دار مشهور ایتالیایی، جیانی آنیلی است که پس از مرگ ناگهانی ادواردو آنیلی، توسط جیانی آنیلی به عنوان وارث اموال خانواده آنیلی انتخاب شد و هم‌اکنون کنترل شرکت خودروسازی فیات را در دست دارد.
الکان از طریق شرکت فیات، به‌عنوان مالک شرکت‌های خودروسازی آلفا رومئو، لانچیا، مازراتی و فراری نیز محسوب می‌شود.
وی در ماه ژوئیه سال ۲۰۱۱ شرکت کرایسلر را خریداری کرد که در پی آن، شرکت‌های خودروسازی جیپ، دوج، رام و موپار را نیز به دست آورد.
جان الکان رییس هیئت مدیره فیات و مدیر عامل و رئیس هیئت مدیره شرکت اکسور می‌باشد. اکسور یک شرکت سرمایه‌گذاری، متعلق به خانواده آنیلی است که مالک باشگاه فوتبال یوونتوس، کراشمن اند ویکفیلد و شرکت اس‌جی‌اس محسوب می‌شود. وی رئیس هیئت مدیره لا استامپا و عضو هیئت مدیره شرکت‌های صنایع فیات و اس‌جی‌اس نیز می‌باشد.